# Anton Huneck
Anton Huneck fue un deportista austrohúngaro que compitió en ciclismo en la modalidad de pista. Ganó una medalla de bronce en el Campeonato Mundial de Ciclismo en Pista de 1898, en la prueba de medio fondo.

## Medallero internacional
| Campeonato Mundial | Campeonato Mundial            | Campeonato Mundial | Campeonato Mundial |
| Año                | Lugar                         | Medalla            | Competición        |
| ------------------ | ----------------------------- | ------------------ | ------------------ |
| 1898               | Viena (Imperio austrohúngaro) | Medalla de bronce  | Medio fondo (A)    |